# Coordenadas 6-esféricas
En matemáticas, las coordenadas 6-esféricas son un sistema de coordenadas para el espacio tridimensional obtenido por inversión de las coordenadas cartesianas 3D respecto a una 2-esfera unitaria {\displaystyle x^{2}+y^{2}+z^{2}=1}. Se llaman así porque el lugar geométrico de las coordenadas que se mantienen constantes forma una esfera tangente al origen desde uno de seis lados (dependiendo de qué coordenada se mantenga constante y si su valor es positivo o negativo). No tienen nada que ver con una 6-esfera, que es un objeto de considerable interés por derecho propio.
Las tres coordenadas son:
{\displaystyle u={\frac {x}{x^{2}+y^{2}+z^{2}}},\quad v={\frac {y}{x^{2}+y^{2}+z^{2}}},\quad w={\frac {z}{x^{2}+y^{2}+z^{2}}}.}
Dado que la inversión es su propia inversa, las ecuaciones para x, y y z en términos de u, v y w son similares:
{\displaystyle x={\frac {u}{u^{2}+v^{2}+w^{2}}},\quad y={\frac {v}{u^{2}+v^{2}+w^{2}}},\quad z={\frac {w}{u^{2}+v^{2}+w^{2}}}.}
Este sistema de coordenadas es {\displaystyle R}-separable para la ecuación de Laplace de 3 variables.